# Paradoxa paradoxa
Paradoxa paradoxa är en tvåvingeart som beskrevs av Jaschof 2006. Paradoxa paradoxa ingår i släktet Paradoxa och familjen svampmyggor. Inga underarter finns listade i Catalogue of Life.